# 해남공룡박물관
해남공룡박물관은 전라남도 해남군 황산면에 위치한 박물관이다.